# Székely Jenő (költő)
Székely Jenő, 1904-ig Spitzer (Békéscsaba, 1889. február 9. – Budapest, 1965. május 14.) magyar költő, elbeszélő, gyógyszerészeti szakíró.

## Élete
Székely Ferenc (1862–1931) bútorgyáros és Spitzer Hermin gyermekeként született. 1917-ben a Budapesti Tudományegyetemen nyert gyógyszerészi oklevelet. Az 1920-as években Marosvásárhelyen volt gyógyszerész, majd Magyarországra települt át. A Magyar Gyógyszerész Szakszervezet egyik megalapítója és szerkesztője a Gyógyszerészet című lapnak. A Kemény Zsigmond Társaságban már 1929-től szerepelt novellával, illetve 1930-ban Hátsó utca 38. c. színdarabja egy részletével; 1932-től lett a Társaság tagja.
A Csehi család című regénye, amelyet az Erdélyi Szépmíves Céh adott ki, Gaál Gábor szerint „vad és zord téma: egy züllött kispolgári család felbomlása. [A szerző] … kényelmetlen dolgokat mond, s kellemetlen társadalmi adottságokat feszeget, s azonkívül érdekes figurákat – ígér. Mert mindenik, sajnos, csak ígéret.”
Első házastársa Braun Vilma Jozefa volt, akivel 1916. november 14-én Budapesten, a Ferencvárosban kötött házasságot. 1945-ben elvált tőle és a következő évben nőül vette Jancsó Idát Budapesten.

## Művei
- Csönd. Háborús versek. Szép Ernő előszavával (Budapest, 1916)
- A hazugkirály. Regény; Kultúra (Budapest, 1921)
- A porcellángyár. Dráma; Turul Ny. (Budapest, 1925)
- Az öngyilkos élete (dráma, Budapest, 1926)
- A Csehi család (regény, Kolozsvár, 1928)
- Csendes séták (versek, Budapest, 1932)